# Diamond Princess
El Diamond Princess és un vaixell de creuer construït l'any 2002 per Mitsubishi Heavy Indústries de Nagasaki per a la societat Princess Cruises. Pertany a la Gran class i és el primer vaixell de la Classe Gem.

## Història
Inicialment hauria d'haver-se anomenat Sapphire Princess, però un incendi l'1 d'octubre de 2001 en la seva galeria d'art deteriorà greument les estructures i van haver de ser reconstruïdes. Això retardà la seva remesa i Princess Cruises decidí canviar el nom del vaixell amb pel del seu bessó, el Diamond Princess. El Sapphire Princess es reanomenà doncs com a Diamond Princess, reconstruït com l'idèntic i posat en servei el 27 de maig del 2004, essent batejat a Vancouver el 10 de juny del 2004.
El 25 de juliol de 2009, entrant al port de Vancouver, es troba una balena sota el bulb de proa. L'incident es repeteix el 28 de juliol de 2010 quan el vaixell entra al port de Juneau.
L'abril de 2014 canvia el pavelló de les Bermudes per prendre el del Regne Unit.

## Epidèmia al vaixell
En el moment de l'epidèmia per coronavirus de 2019-2020, un home de 80 anys presenta els símptomes sospitosos, la qual cosa dona lloc a la posada en quarantena del vaixell a Naha, a l'illa d'Okinawa, l'1 de febrer. Però l'alerta és lleva ràpidament.
El 4 de febrer de 2020, torna a la mar i trobant-se encara a les aigües territorials japoneses deu passatgers són diagnosticats pel coronavirus SARS-CoV-2. El vaixell i els seus 3.711 membres de tripulació i passatgers són llavors posats en quarantena pel ministre japonès de la Salut. Són confinats al port de Yokohama durant catorze dies. Des de l'endemà s'identifiquen fins a deu casos addicionals.
El 9 de febrer del 2020, mentre la inquietud creix, el nombre total de persones afectades pel virus passen a 70, i a continuació 135 des de l'endemà, el 10 de febrer. El ministeri japonès de la Salut esdevé la principal autoritat de salut pública per a definir els protocols de test per a tots els passatges i membres de tripulació del Diamond Princess, així com els plans de protocols de desembarcament per a proporcionar cures mèdiques als nous casos.
L'11 de febrer del 2020 el lloc web del Diamond Princess anuncia 39 víctimes més de COVID-19. En aquella data es comptabilitzen 174 malalts dels seus 3.711 passatgers i membres de tripulació. El 13 de febrer el nombre total de persones infectades arriba a 218 (44 més).
El 15 de febrer de 2020, Princess Cruises confirma l'anunci del ministeri japonès de Salut de 67 nous casos positius d'afectats de nacionalitats Austràlia (5); Canadà (3); Xina (3); Alemanya (2); Hong Kong (1); Kirguizstan (1); Índia (2); Japó (27); les Filipines (17); Taiwan (1); els Estats Units (5).
El 16 de febrer Malàisia anuncia que una de les passatgeres del paquebot MS Westerdam dona positiu de SARS-CoV-2, i es tem que altres passatgers no siguin infectats. Tot i que diversos països havien abans evitat que atraqués, va desembarcar passatgers al Cambodja perquè poguessin anar per altres mitjans als seus països d'origen.
El 17 de febrer de 2020, mentre que els Estats Units comencen a repatriar els seus ciutadans del del Diamond Princess per permetre'ls efectuar la quarantena més a prop del seu domicili. Són en aquell moment més de 384 persones (99 més respecte al dia anterior) que són diagnosticades portadores del virus en el vaixell.
L'endemà, el dia 18, Princess Cruises confirma els anuncis fets pel ministeri japonès de Salut de 70 nous casos positius sobre les 454 persones infectades a bord. Anuncia també que el Canadà i Austràlia preveuen igualment repatriar llurs ciutadans i residents permanents per avió.
El 19 de febrer de 2020, mentre prossegueixen les evacuacions organitzades per diferents països, són més de 600 persones que són diagnosticades positivament. El confinament en el vaixell és qüestionat cada vegada més pel que fa a l'eficàcia de la quarantena, considerant-se que podria estar actuant més aviat com una incubadora.
L'endemà, mentre que el MS Westerdam (amb un cas) acabava de desallotjar tots els seus passatgers precipidatament, el nombre de desallotjats del Diamond Princess és d'un miler i aquells contaminats passen a ser 621. El procés de fi de quarantena i de desembarcament es desenvoluparà encara en els dies consecutius i Princess Cruises confirma que les ambaixades del Canadà, d'Austràlia i d'Hong Kong estan coordinant la recollida i el transport de llurs respectius ciutadans (viatgers i membres de tripulació) via vols charter. A partir de les informacions proporcionades per les ambaixades directament als ciutadans, els passatgers necessitaran 14 dies suplementaris de quarantena en arribar a llurs països d'origen Dos passatgers del Diamond Princess que havien estat desallotjats a un hospital japonès el 11 i 12 de febrer de 2020 són declarats morts el 20 de febrer de 2020.
El 29 de febrer de 2020, queden encara a bord prop de 500 membres de tripulació posats en quarantena secundària pel ministeri japonès de Salut. Una iniciativa australiana a desplega una seixantena de professionals, entre els quals metges, infermeres i agents de salut per a gestionar la situació
El 5 de març de 2020, Sergio Mattarella, president de la República italiana, concedeix a Gennaro Arma, comandant del Diamond Princess, la distinció de Comandant del Mèrit de la República italiana.
El 14 de març de 2020, el nombre total d'infectats al Diamond Princess és de 696 (dels quals 7 són defuncions i 325 són persones curades); en aquell moment a tot el món s'havia arribat a més de 145.000 (amb més de 5.500 defuncions).

## Referències

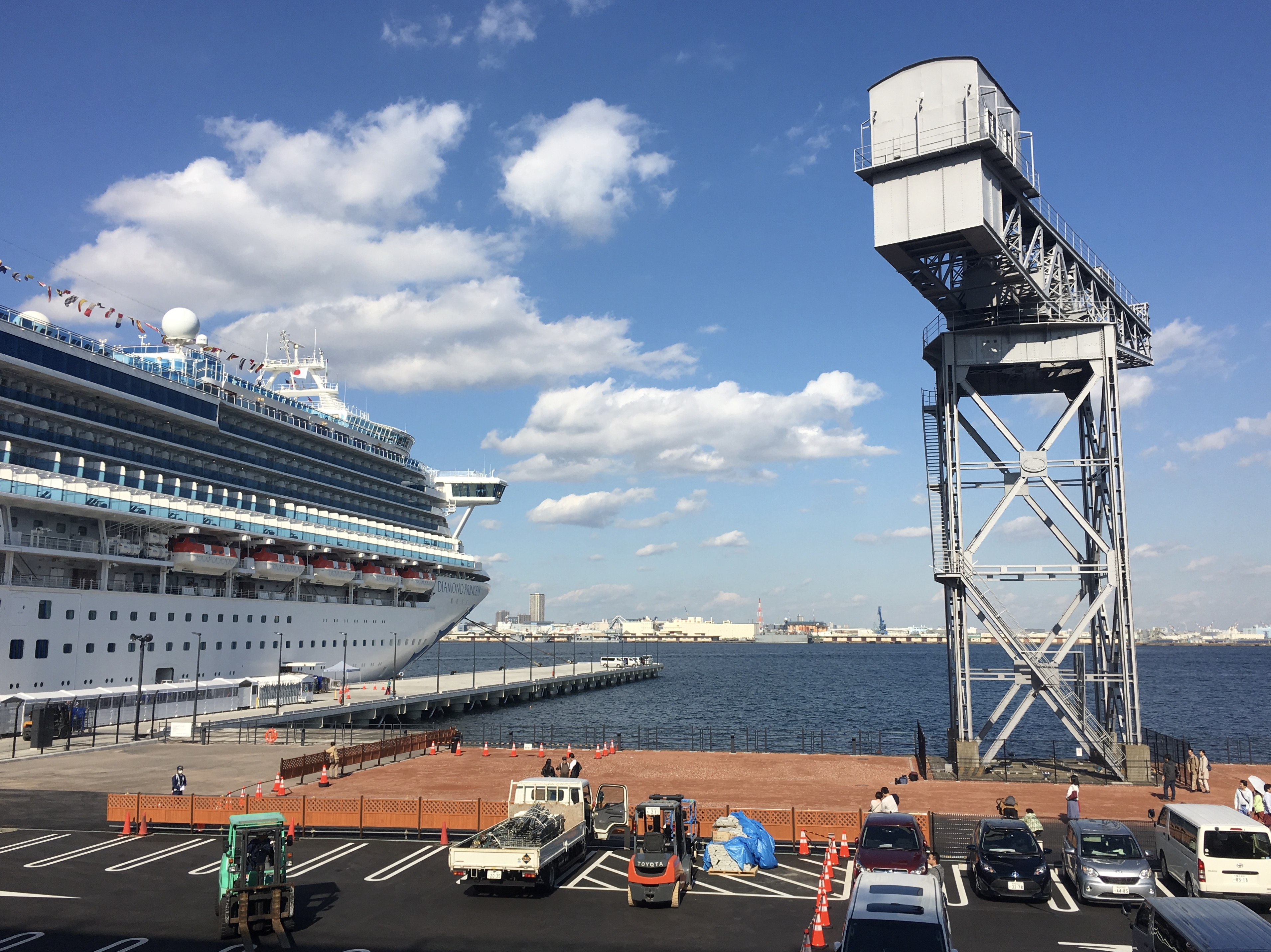
El Diamond Princess al port de Yokohama al desembre 2019